# 나가이 아쓰시
나가이 아쓰시(일본어: 永井 篤志, 1974년 12월 23일 ~ )는 일본의 전 축구 선수이다.

## 구단 경력
과거 아비스파 후쿠오카, 산프레체 히로시마, 몬테디오 야마가타, 베갈타 센다이, FC 류큐에서 활동하였다.